# Departamento de Lago Argentino
Departamento de Lago Argentino är en kommun i Argentina.   Den ligger i provinsen Santa Cruz, i den södra delen av landet, 2 000 km sydväst om huvudstaden Buenos Aires. Antalet invånare är 7 500. Arean är 37 292 kvadratkilometer.
Terrängen i Departamento de Lago Argentino är bergig västerut, men österut är den kuperad.
Trakten runt Departamento de Lago Argentino består i huvudsak av gräsmarker. Trakten runt Departamento de Lago Argentino är nära nog obefolkad, med mindre än två invånare per kvadratkilometer.